# Paul Crompton
Paul Romilly Crompton (* 20. August 1871 in London, England; † 7. Mai 1915 im Atlantik vor Irland) war ein britischer Unternehmer und Reeder. Er war unter anderem Präsident der Booth Steamship Company.

## Leben
Paul Crompton war einer von zwei Söhnen des Rechtsanwalts Henry Crompton (1836–1904) und dessen Frau Lucy Henrietta Romilly (1848–1923). Sein Bruder David Henry Crompton war ebenfalls Rechtsanwalt. Beide Großväter, Charles Crompton und John Romilly, waren königliche Richter und trugen den Titel Sir. Crompton war Partner der Reederei Alfred Booth and Company und Präsident der Booth Steamship Company. Daneben war er Vizepräsident der Surpass Leather Company mit Sitz in Philadelphia. Dies war ein von Sir Alfred Booth gegründetes Unternehmen zur Herstellung von chromgegerbten Lederwaren.

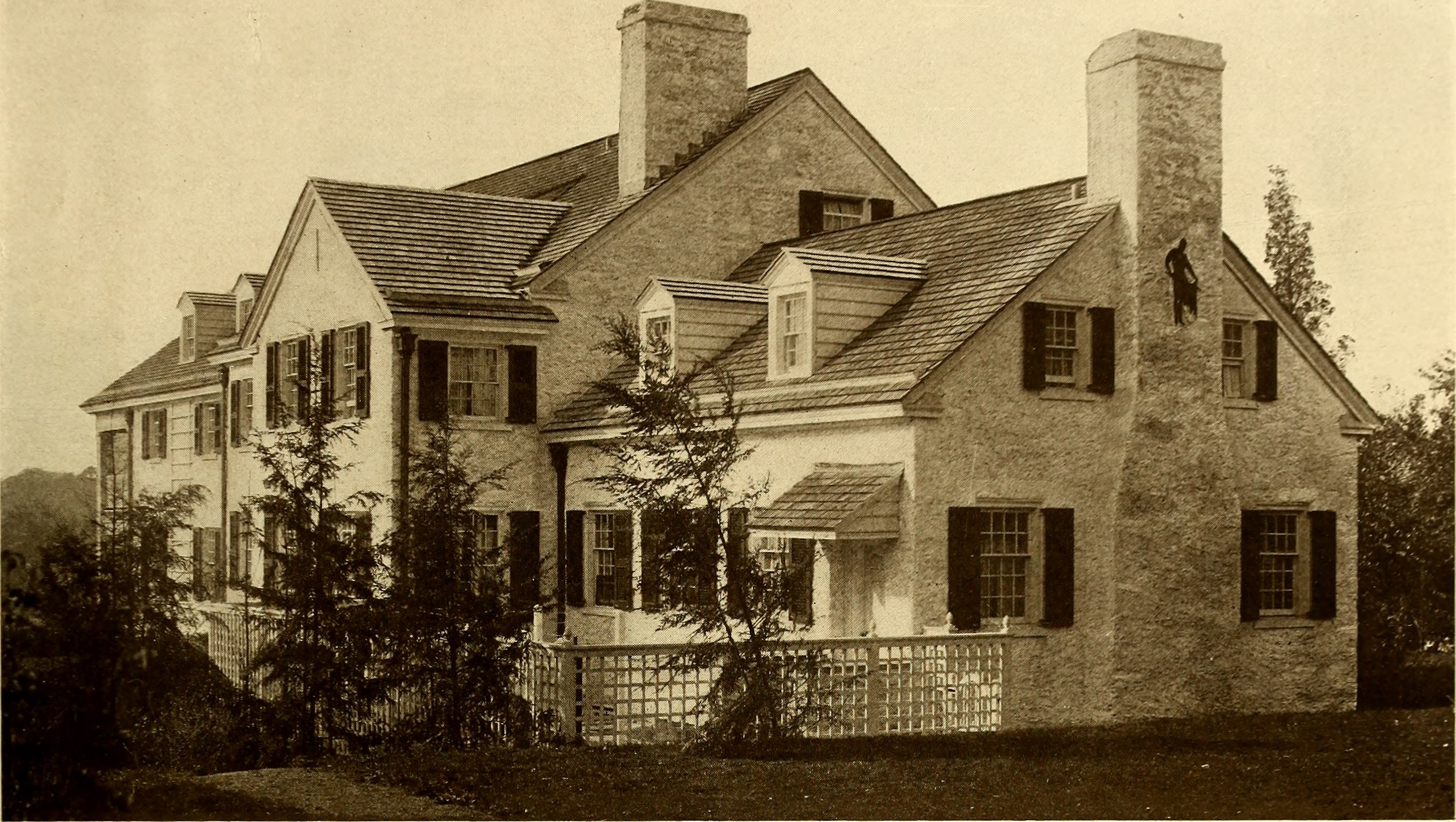
Haus der Familie Crompton in der Saint Martins Lane in Philadelphia (1911).

Am 27. Oktober 1900 heiratete er in Chelsea Gladys Mary Salis-Schwabe (* 3. März 1878), Tochter des liberalen Politikers Major George Salis-Schwabe und dessen Frau Mary Jaqueline James. Sie lebten in der Gilstene Road 29 im Londoner Stadtteil Kensington und bekamen sechs Kinder: Stephen Hugh (* 1901 in Wladiwostok, Russisches Kaiserreich), Alberta (* 1903 in Südamerika), Paul Romilly (* 1904 in Philadelphia, Pennsylvania, USA), Catherine Mary (* 1905 in London), John David (* 1909 in Philadelphia) und Peter Romilly (* 1914 in Philadelphia). Die Familie reiste sehr viel, was sich in den Geburtsorten der Kinder widerspiegelte. Drei der Kinder kamen in Philadelphia zur Welt, wo Paul Crompton aufgrund seiner beruflichen Tätigkeit einen festen Wohnsitz hatte.
Im Mai 1915 reiste Crompton mit seiner Frau, den sechs Kindern und dem Kindermädchen Dorothy Allen an Bord des britischen Luxusdampfers Lusitania von New York nach England. Das Schiff wurde am 7. Mai 1915 vor der Südküste Irlands von einem deutschen U-Boot durch Torpedobeschuss versenkt. 1198 Passagiere und Besatzungsmitglieder kamen ums Leben, darunter Paul und Gladys Crompton, die sechs Kinder und das Kindermädchen. Lediglich die Leichen von drei der Kinder wurden gefunden und in Queenstown beigesetzt.